# Причуда мертвеца
«Причуда мертвеца» (англ. Dead Man's Folly) — детективный роман писательницы Агаты Кристи, опубликованный издательством Dodd, Mead and Company в октябре 1956 года, а издательством Collins Crime Club — в ноябре того же года. Главные герои романа — Эркюль Пуаро и Ариадна Оливер. 
Дом, в котором происходят события романа, списан с имения Greenway Estate в Девоне, принадлежавшего Агате Кристи и её мужу. Название книги содержит отсылку к архитектурной причуде, или капризу, на территории имения. 
На русском языке роман публиковался под названиями: «Беседка мертвеца», «Причуда мертвеца», «Глупость мертвеца», «Конец человеческой глупости», «Причуда», «Каприз», «У богатых свои причуды».

## Сюжет
Ариадна Оливер, знаменитая детективная писательница, просит Пуаро сопровождать её в Девон. В деревушке, где находится поместье, должен пройти сельский праздник. Ожидается «игра в убийство». Ариадна подозревает, что может произойти настоящее убийство. Пуаро, доверяющий интуиции писательницы, отправляется в Девон. Во время игры на празднике совершается настоящее убийство, которое соответствует всем правилам заявленной игры.

## Персонажи романа
- Эркюль Пуаро — бельгийский частный сыщик
- Ариадна Оливер — известная писательница
- Инспектор Бандл — следователь
- Сержант Франк Коттрел — полицейский
- Констебль Джон Хоккинс — полицейский
- Сэр Джордж Стаббс — владелец поместья Нэссе
- Хэтти, леди Стаббс — жена Джорджа
- Этьен де Суза — кузен Хэтти
- Аманда Брюис — секретарь Джорджа
- Эми Фоллиатт — из семьи предыдущих владельцев поместья
- Мистер Мастертон — член парламента
- Миссис Мастертон — его жена
- Капитан Джим Варбутон — агент Мастертон
- Майкл Уэйман — архитектор
- Алек Легг — физик-атомщик
- Салли Легг — его жена
- Марлин Таккер — девушка-экскурсовод
- Мэрилин Таккер — её младшая сестра
- Мистер Таккер — их отец
- Мерделл — старик

## Адаптации
- 1986 — кинофильм «Загадка мертвеца»[3]. В главной роли — Питер Устинов. Фильм сильно отличается от книги: добавлен капитан Гастингс, некоторые персонажи отсутствуют. Съёмки проходили в парке Уэст-Уайком[4].
- 2013 — «Глупость мертвеца», 68-й эпизод сериала «Пуаро Агаты Кристи». В главной роли — Дэвид Суше.
- В 2007 году Би-би-си транслировало радиоспектакль, основанный на романе. Роль Эркюля Пуаро исполнил британский актёр Джон Моффатт.